# Cleveland-Cliffs

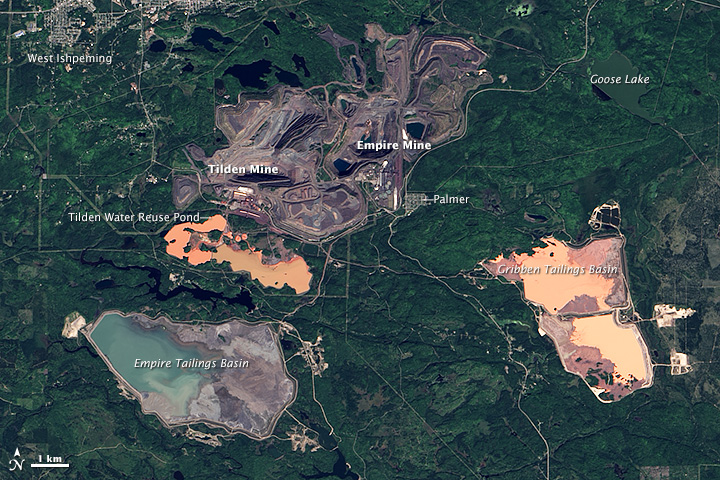
Empire & Tilden Iron Mines in Michigan

Cleveland-Cliffs Inc. ist ein US-amerikanisches Bergbau- und Industrieunternehmen. Mit einem Marktanteil von 44 % in den USA der größte Hersteller von Eisenerzpellets sowie der größte Flachstahlhersteller der USA. Wichtigste Kunden sind ArcelorMittal und bis zu ihrer Fusion mit Cleveland-Cliffs im Dezember 2019 AK Steel aus Ohio.

## Geschichte
Der älteste Vorläufer, die Cleveland Iron Mining Company, wurde 1846 gegründet. 1891 fusionierte sie mit der Iron Cliffs Mining Company zur Cleveland-Cliffs Iron Company.
Nach der Übernahme von zwei Kohlegruben von US Steel benannte sich das Unternehmen 2008 in "Cliffs Natural Resources" um. Das Kohlegeschäft wurde im Dezember 2015 verkauft. Im August 2017 kehrte das Unternehmen zu seinem aktuellen Namen zurück.
Am 3. Dezember 2019 gab das Unternehmen die Fusion mit seinem bisherigen Großkunden AK Steel bekannt.
Am 28. September 2020 wurde bekanntgegeben, dass das Unternehmen den Großteil des US-Geschäfts von ArcelorMittal für 1,4 Mrd. Dollar übernimmt.

## Operatives Geschäft
Cliffs betreibt vier Eisenerz-Tagebaue in der Große-Seen-Region und einen in Western Australia.

### U.S. Iron Ore (USIO)
| Mine             | Anteilsbesitz | Eröffnung | Produziertes Eisenerz                      | Anmerkung                                    |
| ---------------- | ------------- | --------- | ------------------------------------------ | -------------------------------------------- |
| Hibbing Taconite | 23 %          | 1976      | 7,5 Mio. Tonnen                            | Mesabi Range                                 |
| United Taconit   | 100 %         | 1965      | 4,8 Mio. Tonnen                            | Mesabi Range, bei Eveleth                    |
| Tilden Mine      | 100 %         | 1974      | 8 Mio. Tonnen                              | Standort bei Ishpeming                       |
| Northshore Mine  | 100 %         | 1990      | 6 Mio. Tonnen                              | Standort: St. Louis County                   |
| Empire Mine      | 100 %         | 1963      | 0 Mio. Tonnen (bis August 2016 5,5 Mio. t) | Standort: Marquette County, Mine stillgelegt |

Stand: 31. Dezember 2019

### Weitere Minen
In Australien wurde bis zur Jahresmitte 2018 die Koolyanobbing-Mine betrieben. 2017 wurden 10,1 Mio. Tonnen Eisenerz gefördert. Sie ist heute im Besitz der australischen Firma Mineral Resources Limited.
Das kanadische Geschäft mit den Tagebauen Bloom Lake (Quebec) und Wabush Scully (Labrador) nördlich von Sept-Îles wurde 2014/15 geschlossen. Ein großes Chromit-Projekt („Ring of Fire“, ) im Norden Ontarios wurde 2013 pausiert.